# Чухров, Александр Николаевич
Александр Николаевич Чухров — старший сержант Вооружённых Сил СССР, участник войны в Афганистане, погиб при исполнении служебных обязанностей, кавалер ордена Красной Звезды (посмертно).

## Биография
Родился 14 сентября 1958 года в городе Соль-Илецке Оренбургской области.
Окончил восемь классов Соль-Илецкой средней школы № 7, после чего поступил в Оренбургский железнодорожный техникум. Получив специальность путейца, трудился бригадиром пути на путевом гайковёрте № 9. Проявил себя как хороший работник, неоднократно поощрялся за добросовестный труд.
18 мая 1979 года призван на службу в Вооружённые Силы СССР Соль-Илецким районным военным комиссариатом Оренбургской области. В декабре 1979 года в составе своего подразделения в числе первых пересёк советско-афганскую границу в составе ограниченного контингента советских войск. В общей сложности провёл в Демократической Республике Афганистан один год и два месяца, став командиром дорожно-строительного отделения. Многократно отличался в ходе боевых действий, характеризовался как мужественный и решительный воин, умелый и уверенный командир.
4 февраля 1981 года на дороге между Джелалабадом и Кабулом моджахедами была обстреляна советская колонна. Чухров сумел организовать оборону силами вверенного ему подразделения. В разгар того боя получил смертельное ранение и вскоре скончался.
Похоронен на православном кладбище города Соль-Илецка Оренбургской области.
Указом Президиума Верховного Совета СССР старший сержант Александр Николаевич Чухров посмертно был удостоен ордена Красной Звезды.

## Память
- В честь Чухрова названа одна из улиц города Соль-Илецка[3].
- На здании школы, где учился Чухрова, в память о нём установлена мемориальная доска[3].